# Mitarashi dango
Mitarashi dango (みたらし団子、御手洗団子 Ngự thủ tẩy đoàn tử) là một loại bánh dango được cắm vào que với số lượng từ 3–5 viên (theo truyền thống là 5) và được phủ lên bởi một lớp nước láng là nước tương ngọt. Nó đặc trưng bởi lớp nước láng bóng loáng và hương cháy thơm.
Mitarashi dango bắt nguồn từ Phòng trà Kamo Mitarashi tại vùng Shimogamo ở quận Sakyo của Kyoto, Nhật Bản. Mitarashi dango được cho là lấy tên từ các bọt nước trong mitarashi (御手洗 mitarashi, Ngự thủ tẩy) (nước thanh tẩy được đặt tại cổng đền) của Đền Shimogamo gần đó. Một giả thuyết khác cho rằng loại dango 5 viên bán tại phòng trà được làm để mô phỏng cơ thể con người; viên trên cùng tượng trưng cho đầu, bốn viên còn lại tượng trưng cho tứ chi.
Loại dango này cũng được bán tại các siêu thị và cửa hàng tiện lợi tại Nhật Bản. Tuy nhiên, chúng thường chứa hàm lượng đường khá cao nhằm kéo dài thời gian bảo quản và thường ngọt hơn các loại dango có thể tìm thấy tại các phòng trà truyền thống và của hàng dango.